# EP 3 (Qveen Herby)
EP 3 è il terzo EP della cantante statunitense Qveen Herby, pubblicato l'8 giugno 2018 dalla Checkbook. Dall'album sono stati estratti tre singoli, That Bih, Sade In The 90s e All These Hoes.

## Tracce
1. Sade In The 90s – 3:40
2. All Those Hoes – 3:26
3. That Bih – 3:14
4. Beautiful – 3:24
5. Livin The Dream – 3:16